# Nothobranchius ivanovae
Nothobranchius ivanovae är en art av årstidsfisk som är endemisk för området i och omkring Katuma-floden i Katavi nationalpark i västra Tanzania. Honor av Nothobranchius ivanovae blir upp till 3,3 cm och hanarna upp till och med 4,5 cm långa, exklusive den cirka 1 till 1,5 cm långa stjärtfenan.

## Etymologi
Släktnamnet är sammansatt av grekiska nothos: "falsk", "oäkta", och branchia: "gälar". Uttal: [no:tho:br’aηki”θss]. Namnet kommer av ett extra par membran utan syreupptagningsförmåga, som ligger mellan gällocket och gälarna. Artepitetet har den fått efter akvaristen Iva Ivanova från Dupnitsa (ibland stavat Dupnica) i Bulgarien, som var den första att upptäcka och insamla arten.